# Nino Gwetadse

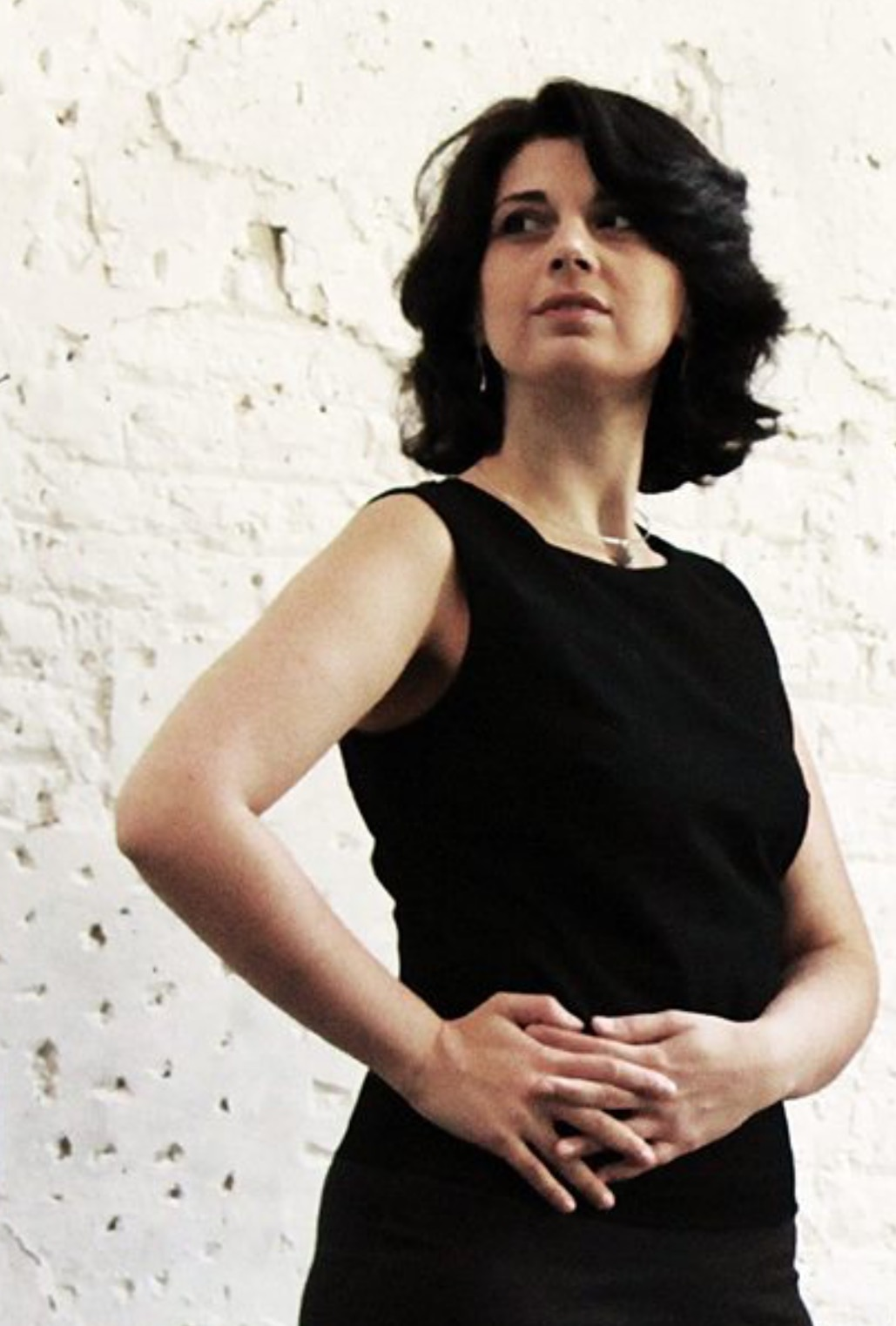
Nino Gwetadse (2016)

Nino Gwetadse (georgisch ნინო გვეტაძე, englische Umschrift: Nino Gvetadze; * 14. Oktober 1981 in Tiflis) ist eine georgische klassische Pianistin.

## Ausbildung
Aufgewachsen in Tiflis, Georgien, studierte Nino Gwetadse am Staatlichen Konservatorium in Tiflis und später in Den Haag sowie am Conservatorium van Amsterdam. Ihre Lehrer waren Veronika Tumanishvili, Nodar Gabunia, Nana Chubutia, Paul Komen und Jan Wijn.

## Wettbewerbe
Nino Gwetadse gewann 2008 den Zweiten Preis, den Pressepreis und den Publikumspreis bei der International Franz Liszt Piano Competition in Utrecht. 2010 wurde sie mit dem Borletti-Buitoni Trust Award ausgezeichnet.

## Laufbahn
Nino Gwetadse spielte in so renommierten Konzertsälen wie Concertgebouw in Amsterdam, Centre for Fine Arts in Brüssel, Konzerthaus Berlin, Wigmore Hall in London, Tonhalle Zürich und vielen anderen. Sie trat als Solistin mit dem Residentie Orkest, dem Rotterdams Philharmonisch Orkest, den Brüsseler Philharmonikern, dem Nederlands Philharmonisch Orkest, der Amsterdam Sinfonietta, dem Mahler Chamber Orchestra, dem Philharmonischen Orchester Seoul und den Münchner Philharmonikern auf.
Sie nahm an verschiedenen internationalen Festivals teil, darunter dem Kuhmo Chamber Music Festival, dem Tbilisi Wind Festival, dem Festival dei Due Mondi und dem Tsinandali Festival.

## Diskographie
Nino Gwetadse hat vier Solo-CDs mit Werken von Franz Liszt, Claude Debussy, Modest Mussorgski und Sergei Rachmaninow bei den Labels Orchid Classics, Brilliant Classics und Etcetera Records aufgenommen.